# Liste der Ministerpräsidenten von Belarus
Dies ist eine Liste der Ministerpräsidenten der Republik Belarus.

## Liste der Ministerpräsidenten
| Porträt | Porträt | Name                   | Zeitraum des Amtes | Zeitraum des Amtes | Partei    |
| ------- | ------- | ---------------------- | ------------------ | ------------------ | --------- |
| 1       |         | Wjatschaslau Kebitsch  | 19. September 1991 | 21. Juli 1994      | parteilos |
| 2       |         | Michail Tschyhir       | 21. Juli 1994      | 18. November 1996  | parteilos |
| 3       |         | Sjarhej Linh           | 18. November 1996  | 18. Februar 2000   | parteilos |
| 4       |         | Uladsimir Jarmoschyn   | 18. Februar 2000   | 1. Oktober 2001    | parteilos |
| 5       |         | Henads Nawizki         | 1. Oktober 2001    | 10. Juli 2003      | parteilos |
| 6       |         | Sjarhej Sidorski       | 10. Juli 2003      | 28. Dezember 2010  | parteilos |
| 7       |         | Michail Mjasnikowitsch | 28. Dezember 2010  | 27. Dezember 2014  | parteilos |
| 8       |         | Andrej Kabjakou        | 27. Dezember 2014  | 17. August 2018    | parteilos |
| 9       |         | Sjarhej Rumas          | 18. August 2018    | 4. Juni 2020       | parteilos |
| 10      |         | Raman Haloutschanka    | 4. Juni 2020       | 10. März 2025      | parteilos |
| 11      |         | Aleksandr Turchin      | 10. März 2025      | amtierend          | parteilos |